# Pribinić
Pribinić (szerbül: Прибинић), település Bosznia-Hercegovinában, a Szerb Köztársaságban, Teslić községben.

## Fekvése
A település Bosznia-Hercegovina középső részének északi szélén, Dobojtól légvonalban 35, közúton 40 km-re délnyugatra, községközpontjától légvonalban 13, közúton 15 km-re nyugatra, a Mala Usora folyó medencéjében és a Javorova-hegység déli lejtőin, 324-660 méteres magasságban található. Pribinić központi települése a Javorova-hegységhez tartozó a Plandište-hegy (517 m) déli lejtői alatt fekszik, 340 m tengerszint feletti magasságban. E hegyek legjelentősebb csúcsai Pribinić község területén találhatók: Tajan (1008), Brestovac (605), Lipova Glava (520). Nem messze van az Usorica folyó forrásától, melynek eredete (Velika és Mala Usorica) az M-4-es főút (Kotor-Varoš − Teslić) alatt található. Pribinić szűkebb területén ömlenek a Velika és a Mala Ostružna folyók az Usoricába, amelyről ezt a vízfolyást Mala Usorának nevezik. A település központja az osztrák-magyar uralom első évtizedében a Banja Luka felé vezető út és vasútvonal és a gőzfűrésztelep építése során jött létre.

## Éghajlata
Pribinić a mérsékelt kontinentális éghajlatú övezetben található, nagy hőmérséklet-ingadozások nélkül. Az évi középhőmérséklet 9,7° C között mozog, az átlagos évi csapadékmennyiség 992 mm.

## Népessége
| Nemzetiségi csoport | Népesség 1991 | Népesség 2013 |
| ------------------- | ------------- | ------------- |
| Szerb               | 1662          | 1197          |
| Bosnyák             | 275           | 109           |
| Horvát              | 7             | 12            |
| Jugoszláv           | 37            | 0             |
| Egyéb               | 15            | 14            |
| Összesen            | 1996          | 1332          |

## Története
A szájhagyomány szerint ez a terület egykor a középkori boszniai Pribinić nemesi családhoz tartozott. Bár a középkori Usora plébánia szívében található, és történelmileg soha nem vizsgálták komolyan, a helyiek megőrizték a népi neveket, vezetékneveket, helyneveket, folklórt és népi kézműves alkotásokat. Ma már nincs élő nyoma a Pribinićek geneológiának sem a lakosság, sem a vezetéknevekben, sem a hatalmas, nem is olyan rég esőerdővel benőtt Borja-hegység lábánál elszórtan található falvak és falvak helyneveiben vagy elnevezéseiben. A 20. század végéig a helyiek Pribinjićnek hívták a települést. Nem tudni biztosan, hogyan kapta Pribinić nevét, de a legvalószínűbb feltételezés az, hogy a név egy Pribinić nevű helyi kenéztől származik. Az egyik anekdotikus változat szerint Pribinić nevét a vasút építésén dolgozó szlovén munkások adták. E változat szerint a „Pribinić” a szlovén „Pri bi nič” szóból származik, ami azt jelenti, hogy az (a vasút) előtt nem volt ott település. A török uralom idején Usorsi náhije összeírásaiban a mai Pribinić települést még Ostružnjica - Crkvina néven nevezték. A török uralom korából származó falu régi nevéből veló a Mala és a Velika Ostružnja folyók neve, amelyek Mala Usorába ömlenek, és e folyók között, a település központjától délre található az azonos nevű Ostružne brdo hegy.
A szerb lakosságú település 1878-ig tartozott az Oszmán Birodalomhoz, ekkor a berlini kongresszus határozata alapján az Osztrák-Magyar Monarchia része lett. 1879-ben az első osztrák-magyar népszámlálás során a Tešanji járáshoz és Ranković községhez tartozó településnek 63 háztartása, 579 ortodox szerb és 71 muszlim lakosa volt. 1910-ben a Tesanji járáshoz tartozó településen 126 háztartást, 1028 ortodox, 82 muszlim, 46 római katolikus, 2 görög katolikus és 6 izraelita lakost találtak. Az Usora − Teslić − Pribinić − Kotor-Varoš vasútvonal Otto Steinbais osztrák iparos erdészeti és ipari vasútjaként az Osztrák-Magyar Monarchia idején épült. A második világháború után bekerült a jugoszláv vasutak hálózatába, így lett tömegközlekedést szolgáló vasút. A Teslić és Pribinić közötti vasút egy részét a második világháború után, az Usora - Teslić vasútvonalat pedig 1968. április 1-jén zárták be. A normál nyomtávú vasút bevezetése vezetett a keskeny nyomtávú vasutak megszüntetéséhez. A keskeny nyomtávú vasutaknál gőzmozdonyokat használtak, amelyek tüzelőanyagként szenet használtak. Ezeket a mozdonyokat „ćiro” néven ismerték. A modern mozdonyok megjelenésével a „ćirót” már csak turisztikai látványosságként használják. 
A monarchia szétesésével 1918-ban előbb a Szerb-Horvát-Szlovén Királyság, majd 1929-től a Jugoszláv Királyság része lett. 1921-ben a Tesanji járáshoz tartozó falunak 1169 lakosa volt, közülük 1047-en ortodox szerbek, 41-en római katolikusok, 80-an muszlimok voltak, egy lakos pedig evangélikus volt. Az 1929-es törvény értelmében, amikor Bosznia-Hercegovinát négy banovinára, Drinskára, Vrbaskára, Zetskára és Primorskára osztották, a település a Vrbaska banovina része lett, amelynek székhelye Banja Luka volt. 
Jugoszlávia megszállása után a Független Horvát Állam (NDH) része lett. A második világháború idején Pribinić tágabb területe erős csetnik fellegvár volt, és különösen a szomszédos Čečavából származó csetnikek voltak hírhedtek. A második világháború után 1992-ig a település a szocialista Jugoszlávia keretében a Bosznia-Hercegovinai Népköztársaság része volt. 
A boszniai háború idején a település területén a Bosznai Szerb Hadsereg által létrehozott fogolytábor volt. A tábor célja a boszniai muszlimok és boszniai horvátok harci cselekményeken kívüli meggyilkolása volt. Am int azt a Hágai Törvényszék vádirata tartalmazta, 1992 júniusában a táborban több férfi meggyilkolására és kínzására került sor. A Boszniai Szerb Köztársaság Hadserege (VRS) öt volt tagját, akik részt vettek a Teslić melletti Borja-hegységben civilek meggyilkolásaiban összesen 82 év börtönbüntetésre ítélte a Bosznia-Hercegovinai Bíróság. A boszniai háborút lezáró daytoni békeszerződést követő területfelosztásnál a Szerb Köztársaság területéhez került.

## Infrastruktúra
Itt halad át a M-4 (Kotor-Varoš – Teslić) főút. Pribinićnek van postája (irányítószáma:74276). Az egykori vasútállomás épületében ma egészségház és anyakönyvi hivatal működik.

## Oktatás
Pribinićnek kilencosztályos általános iskolája van, mely Stevan Dušanić ortodox főpap nevét viseli. Az iskolának területi iskolái vannak Lipljében, Šnjegotinában, Parloziban és Gornji Buletićben. Stevan Dušanić egykor sokat tett a település előrehaladásáért és a lakosság felvilágosításáért.

## Nevezetességei
- Szent Konstantin császár és Heléna császárné tiszteletére szentelt ortodox temploma 1900-ban épült, a templom építését biztosító szultáni ferman kiadása még 1857-ben történt.

- A helyi ortodox temetőben található a falu kápolnája, mely Szent Miklós ereklyéinek átadása tiszteletére van felszentelve. A kápolnát 1939-ben építették és 2011-ben újítottak fel.

- A falunap Szent János apostol és evangélista ünnepe, amelyet május 21-én tartanak. A helyi lakosok ezt az ünnepet „Kis Jovanjdan” vagy „Jovanjčić” néven ismerik. A 19. század végéig vagy a 20. század elejéig ennek a falunak az ünnepét Nikolajica – azaz Miklós szent atya ereklyéinek átadásának ortodox ünnepén május 22-én tartották, azonban egy gyilkosság miatt áttették egy nappal korábbra, Szent János ünnepére.

- A helyi lakosok körében népszerű az a meg nem erősített történet, hogy Gavrilo Principnek volt egy pribinići barátnője. Ő és barátnője többnyire egy helyi piknikhelyen időztek, mely egy forrás közelében volt. Ma a helyiek Principovo vrelónak hívják a forrást. A 21. század elején a Boszniai Szerb Köztársaság kormánya anyagi támogatásával[15] a Teslići Önkormányzat rendezte a forrást és a bekötőutat. A forrás közelében egy GP (Gavrilo Princip) kezdőbetűs építményt állítottak fel, és egy emléktáblát helyeztek el.

## Fordítás
- Ez a szócikk részben vagy egészben  a(z)   Прибинић című szerb Wikipédia-szócikk ezen változatának fordításán alapul.  Az eredeti cikk szerkesztőit annak laptörténete sorolja fel. Ez a jelzés csupán a megfogalmazás eredetét és a szerzői jogokat jelzi, nem szolgál a cikkben szereplő információk forrásmegjelöléseként.